# هفثت
هفثت (به انگلیسی: Hath-Set) یک شخصیت خیالی ابرشرور در کتاب‌های کامیک آمریکایی منتشر شده توسط دی‌سی کامیکس است؛ که توسط گاردنر فاکس و دنیس نویل ساخته شده‌است و دشمن قسم خوردهٔ هاوک‌گرل و هاوک‌من به‌شمار می‌رود.